# Dorylus savagei
Dorylus savagei é uma espécie de formiga do gênero Dorylus.